# Козятинська волость
Козятинська волость — адміністративно-територіальна одиниця Бердичівського повіту Київської губернії з центром у містечку Козятин.
Станом на 1886 рік складалася з 10 поселень, 9 сільських громад. Населення — 8812 осіб (4586 чоловічої статі та 4226 — жіночої), 873 дворових господарств.
|                     | Площа, десятин | У тому числі орної, десятин |
| ------------------- | -------------- | --------------------------- |
| Сільських громад    | 6185           | 4973                        |
| Приватної власності | 8853           | 6129                        |
| Іншої власності     | 345            | 215                         |
| Загалом             | 15383          | 11317                       |

Основні поселення волості:
- Козятин — колишнє власницьке містечко при річці Гуйва за 25 верст від повітового міста, 830 осіб, 143 двори, православна церква, школа, залізнична станція, 2 постоялих двори, 9 постоялих будинків, 2 лавки, базари по четвергах, водяний млин. За версту — цегельний завод. За 10 верст — бурякоцукровий завод з лікарнею. За 12 верст — залізнична станція Глухівці. За 13 верст — сальносвічковий завод.
- Волоські Махаринці — колишнє власницьке село, 1157 осіб, 118 дворів, православна церква, школа, 2 постоялих двори та 2 лавки.
- Глухівці — колишнє власницьке село, 958 осіб, 138 дворів, православна церква, 2 вітряних млини.
- Гурівці — колишнє власницьке село, 801 особа, 96 дворів, православна церква та постоялий будинок.
- Непедівка — колишнє власницьке село, 960 осіб, 96 дворів, православна церква та постоялий будинок.
- Пляхова — колишнє власницьке село при струмках, 676 осіб, 93 двори, православна церква, школа та постоялий будинок.
- Сокілець — колишнє власницьке село, 399 осіб, 46 дворів, православна церква та постоялий будинок.
- Янківці — колишнє власницьке село при річці Гуйва, 433 особи, 69 дворів, православна церква, постоялий будинок і водяний млин.